# هانس-یورگن ویل
هانس-یورگن ویل (سوئدی: Hans-Jürgen Veil؛ زادهٔ ۲ دسامبر ۱۹۴۶) کشتی‌گیر اهل آلمان بود.